# Mileto
Mileto este o comună din provincia Vibo Valentia, regiunea Calabria, Italia, cu o populație de 6.335 locuitori (1 ianuarie 2023) și o suprafață de 35,65 km².

## Personalități
- Roger al II-lea, membru Dinastiei Hauteville, rege Siciliei, al Apuliei și al Calabriei (1130-1154)

## Demografie
Mileto - evoluția demografică

|  | Graficele sunt indisponibile din cauza unor probleme tehnice. Mai multe informații se găsesc la Phabricator și la wiki-ul MediaWiki. |

Date: Recensăminte sau birourile de statistică - grafică realizată de Wikipedia